# لي فيليبس (لاعب كرة قدم)
لي فيليبس (بالإنجليزية: Lee Phillips)‏ هو مدرب كرة قدم ولاعب كرة قدم بريطاني في مركز الدفاع، ولد في 18 مارس 1979 في المملكة المتحدة. لعب مع فوريست غرين وكارديف سيتي ونادي باري تاون يونايتد ونادي سانت إيلي تاون ونيوبورت كونتي وأبردير تاون ‏ وPort Talbot Town F.C. ‏ وCarmarthen Town A.F.C. ‏.

## وصلات خارجية
- لي فيليبس على موقع قاعدة بيانات كرة القدم.إي يو (الإنجليزية)